# 율곡 사업
율곡 사업(栗谷事業)은 대한민국 국방부에서 1974년부터 1995년까지 진행한 국군의 전력증강사업을 가리킨다. 1987년에 전력정비사업으로 개명되었다.

## 역사적 배경
1960년대 중후반, 1.21사태,울진-삼척 무장공비 침투사건등 북한의 대남도발과 제37대 미국의 대통령 리처드 닉슨의 닉슨 독트린 발표로 커다란 안보위기가 찾아왔다. 물론 박정희 정부는 한국군 2개 사단이상 월남전 파병을 대가로 미국 정부로부터 한국군 현대화계획 이른바,「브라운 각서」를 체결했다. 
그러나 1970년 2월 24일부터 열렸던 「사이밍톤」청문회에서 미국의 화일러 통합참모본부장은 한국군의 장비가 여전히 제2차 세계대전과 한국전쟁당시의 것이니 장비개선이 필요하다고 지적했다. 그만큼 「브라운 각서」가 제대로 진행되지 않고 있다는 얘기였다. 같은해 9월 14일 영국 전략연구소 보고에 남북한 군사력 차이를 비교했다. 전차는 한국군 주력 탱크는 M4 셔먼이고 76mm포를 장착한 반면에 북한 T-54,T-55,T-59 전차를 보유했으며 100mm포를 장착하고 있다. 전투기의 경우, 한국은 1969년 8월말에 도입한 F-4D 팬텀기 16대를 포함해서 총 200대가량 보유했으나, 북한은 MIG-21 90대를 포함해서 총 580대가량 보유했다. 세계적인 전략평론가는 북한군과 한국군의 군사력 비교를 3:1이라고 평가했다.
1971년 3월 27일 주한미군 제7사단 2만 2천명이 철군하자, 박정희 정부는 1972년 12월 최초로 국방목표를 ‘자주국방’으로 설정하고 국방정책과 군사전략 수립의 방향을 명문화했다. 한국군 장비의 현대화와 방위산업 육성으로 1974년 2월 건군 이후 최초로 제1차 전력증강 계획인 이른바 ‘율곡사업'(조선시대 임진왜란 전에 10만 양병설을 주장한 율곡 이이(李珥)의 호를 딴 암호명, 1974∼1981)이 추진됐다.

## 1차 율곡사업
1974〜1981년 기간에 방위세를 포함해서 총 3조 6,076억원(국고 2조 7,702억원, FMS차관 8,374억원)을 투자하였으나, 이 중 차관원리금 상환액 4,674억원을 제외하면 실제 3조 1,402억원으로 주요 전력을 증강하고 방위산업을 육성하였다. 
군별로는 육군이 1조 3,601억원(43.3%), 해군이 4,970억원(15.8%), 공군이 1조 3,389억원(22%), 그리고 통합사업이 5,939억원(18.9%)로 구성되었다.
하지만 투자가 분산되고 무기체계 선정의 착오로 운영유지비가 급증하는 등 여러가지 이유로 대북한 전력비가 1973년의 50.8%에서 1981년도에는 54.2%로 8년 동안에 불과 3.4%의 전력격차를 줄이는 데 그쳤다. 그 결과물로 F-4E 팬텀기 추가도입, 한국형 고속정 건조, 한국형 유도탄 백곰 미사일개발 성공이었다.

## 2차 율곡사업
이러한 제1차 사업의 추진결과에 따라 1988년 서울올림픽 시기를 취약시기로 보고 대북한 전력격차를 시급하게 해소하기 위한 제2차 율곡사업계획을 수립했다. 사업의 방향은 방위전력의 보완과 자주적 억제전력의 기틀 마련에 있었는데, 육군은 초전대응능력과 수도권 방위전력의 증강, 해군은 전투함정과 유도탄 전력의 증강, 그리고 공군은 신예항공기와 유도탄 전력의 증강 등에 두어졌다.
제2차 율곡사업(1982∼1986년)을 통해 자주국방의 기반을 조성했다. 전력증강사업의 제2단계인 전력정비사업은 조기경보체제 구축과 전쟁 지속능력의 확장 그리고 유·무형 전력의 균형적인 발전을 통해 자주적인 군사력을 건설하는 것이었다. 즉, 주요 무기의 국산화를 통한 첨단 국방과학기술과 방위산업의 기반을 다져 기술집약형 전력구조로의 개선 및 각군과 전장 기능별 전력의 균형적인 발전을 통해 통합전투력을 극대화할 수 있었다.
제2차 율곡사업기간 동안 총 투자규모 5조 3,438억(국고 5조 3,088억원, FMS차관 1조 350억원)으로서 이 중 차관원리금 상환액 1조 160억원을 제외한 5조 3,280억원이 실제 투자되었고, 군별로는 육군이 2조 6,471억원(49.7%), 해군이 1조 658억원(20.2%), 공군이 1조 3,389억원(24.9%), 그리고 통합사업이 2,761억원(5.2%)로 구성되었다.
그 결과물은 공군은 KF-5 제공호 68대 양산, 육군은 K1전차와 K200 장갑차,K-55 자주포개발 및 양산, 해군은 울산급 호위함과 포항급 초계함을 도입했다. 그리고 백곰의 개량형인 현무-1 미사일을 양산하기 시작했다.

## 전력정비사업
제3차 율곡사업 이른바, 전력정비사업(1987~95년)기간동안에 22조 5,797억원가량 투입되었으며, UH-60 헬기 도입 및 KF-16 전투기 기술도입 생산추진했다. 그리고 장보고급 잠수함 3척가량 도입했다.

## 비리
록히드 마틴의 F-16 파이팅 팰컨를 도입했을 때, 종합평가에서 1등을 차지한 맥도널 더글러스 F/A-18 호넷이 탈락하였다. 특히 F-16 도입과 관련해서는 군당국이 수년간의 전력분석과 검토를 통해 최초 F-18 전투기를 대상 기종으로 선정했다가 공군참모총장을 감금하고 강제전역시키며 결정을 뒤집기도 했다. 세간을 뒤흔들었던 국방부의 비리 사건이었다.
크고 작은 잡음으로 인해 감사원은 이른바 '율곡사업'에 대한 대대적인 특별감사 착수를 1993년 4월 27일에 발표했다. 문민정부 출범과 함께 30여년의 군사정권 시절 성역으로 여겨졌던 군에 대대적인 감사가 시작되었다.
7월 9일, 감사원은 감사 결과를 발표, 모두 118건의 잘못을 적발했다. 전직 군 고위관계자 6명을 뇌물수수 혐의로 검찰에 고발하고 현역 장성 8명을 포함한 53명에 대해 징계 또는 인사조치를 요구했다.